# تپه چشمه قلعه ۱
تپه چشمه قلعه ۱ مربوط به عصر آهن است و در شهرستان فارسان، بخش مرکزی، ۱/۵ کیلومتری شمال شرق شهر فارسان، دره چشمه قلعه واقع شده و این اثر در تاریخ ۲۷ اسفند ۱۳۸۷ با شمارهٔ ثبت ۲۶۵۶۴ به‌عنوان یکی از آثار ملی ایران به ثبت رسیده است.